# Hans Fiebrandt
Hans Friedrich Humbert Fiebrandt (* 16. August 1905 in Berlin; † 10. Februar 2001 in Berlin-Reinickendorf) war ein deutscher Schauspieler.

## Leben
Hans Fiebrandt wurde als zehntes und letztes Kind des Klavierarbeiters Johann Gottlieb Fiebrandt und der Mathilde Susanne Marie geb. Krey in der elterlichen Wohnung in der Elbinger Straße 75 (heute Danziger Straße 128) in der Königsstadt geboren. Später zog die Familie in die Holzmarktstraße 39 in Berlin-Friedrichshain. Von den zehn Kindern überlebten fünf die Kindheit, darunter der Kinderbuchautor Herbert Praatz.
Hans Fiebrandt begann zunächst eine Drogisten-, wechselte dann zur Schlosserlehre. Er spürte aber früh den Drang zum Musischen und absolvierte neben seiner Ausbildung als Schlosser die Schauspielschule des Deutschen Theaters in Berlin unter dem bekannten Regisseur Max Reinhardt.
Er spielte anschließend auf verschiedenen Berliner Bühnen und ging auf Tournee. Im Jahre 1935 spielte er erstmals vor der Kamera im deutschen Film Stradivari. In den 1950er- und 1960er-Jahren war er in zahlreichen DEFA-Filmen und TV-Ausstrahlungen zu sehen, darunter in Die blauen Schwerter und in der Märchenverfilmung Das Feuerzeug als griesgrämiger König, oder als Arzt in der DDR-Krimiserie Polizeiruf 110 (Die Schrottwaage, 1971). In den 1950er-Jahren nahm sich Hans Fiebrandt, der selber keine Kinder hatte, seines Neffen Dieter an. Dieser ist der Sohn seines Bruders Herbert, der 1945 im Zweiten Weltkrieg ums Leben kam. Der Kontakt zu Dieter, der 1959 nach West-Berlin flüchtete, brach auch später nicht ab. Allerdings bekam es Hans Fiebrandt mit der Stasi zu tun, die die Hintergründe der Flucht aus der DDR seines Neffen beleuchten wollte.
Im Jahr 1972 beendete Fiebrandt seine Karriere und zog mit seiner Frau Selma geb. Schwartz (1903–1995) nach West-Berlin. Mit ihr war er seit 1930  verheiratet. Hans Fiebrandt verbrachte die letzten Lebensjahre in Berlin-Wilmersdorf.
Er ist auf dem Friedhof Wilmersdorf in Berlin beerdigt.

## Filmografie (Auswahl)
- 1937: Der Unwiderstehliche
- 1949: Die blauen Schwerter
- 1950: Saure Wochen – frohe Feste
- 1951: Die letzte Heuer
- 1954: Gefährliche Fracht
- 1955: Sommerliebe
- 1956: Genesung
- 1956: Thomas Müntzer – Ein Film deutscher Geschichte
- 1956: Das Stacheltier: Der weiche Artur
- 1957: Spielbank-Affäre
- 1959: Die Premiere fällt aus
- 1959: Das Feuerzeug
- 1959: Fernsehpitaval: Der Fall Jakubowski (Fernsehreihe)
- 1959: Der kleine Kuno
- 1959: Sterne
- 1960: Fernsehpitaval: Der Fall Haarmann
- 1960: Seilergasse 8
- 1960: Fernsehpitaval: Der Fall Hugo Stinnes jr.
- 1960: Blaulicht: Die Butterhexe (Fernsehreihe)
- 1960: Fernsehpitaval: Der Fall Hoefle
- 1961: Der Ermordete greift ein (TV-Mehrteiler)
- 1962: Freispruch mangels Beweises
- 1965: Ohne Paß in fremden Betten
- 1968: Hauptmann Florian von der Mühle
- 1968: Der Staatsanwalt hat das Wort: Strafsache Anker (TV-Reihe)
- 1971: Polizeiruf 110: Die Schrottwaage (TV-Reihe)

## Synchronrollen (Auswahl)
- 1957: Ladislav Pesek als Miserere, Narr des Königs in Jan Hus

## Hörspiele
- 1956: Jan Rheinsperger: Die letzte Nacht (Feldwebel) – Regie: Theodor Popp (Hörspiel – Rundfunk der DDR)
- 1963: Gerhard Jäckel: Die Wahnmörderin – Regie: Wolfgang Brunecker (Hörspiel – Rundfunk der DDR)
- 1968: Hans Pfeiffer: Dort unten in Alabama – Regie: Wolfgang Brunecker (Hörspiel – Rundfunk der DDR)
- 1969: Fritz Selbmann: Ein weiter Weg – Regie: Fritz-Ernst Fechner (Hörspiel (8 Teile) – Rundfunk der DDR)